# Prunus insititia
A Prunus insititia, comummente conhecida como abrunheiro, é uma espécie de planta com flor pertencente à família Rosaceae
A autoridade científica da espécie é L., tendo sido publicada em Amoenitates Academici 4: 273. 1755. 
No que toca ao seu tipo fisionómico, pertence ao grupo dos microfanerófitos.

## Nomes comuns
Dá ainda pelos seguintes nomes comuns: ameixieira e cagoiceiro.
Quanto aos frutos, dão pelos seguintes nomes comuns:  abrunho, brunho, cabrunho ou cagoiço.

## Portugal
Trata-se de uma espécie presente no território português, nomeadamente em Portugal Continental.
Encontrando-se, mais concretamente, em todas as zonas do Nordeste, na Terra Fria e na Terra Quente transmontanas, no Centro-Oeste olissiponense, no Centro-Leste montanhoso, no Centro-Sul miocénico e no Sudoeste meridional.
Em termos de naturalidade é nativa da região atrás indicada.

## Protecção
Não se encontra protegida por legislação portuguesa ou da Comunidade Europeia.